# Epidendrum
Epidendrum L., 1763 è un genere di Piante della famiglia delle Orchidacee che comprende oltre 1.600 specie originarie del centro e Sud America; il suo nome deriva dal greco epì (sopra) e dèndron (albero).

## Descrizione
Le specie sono molto varie e possono assumere dimensioni diverse: piccole, altissime (fino a raggiungere i 3 metri di altezza), con grossi pseudobulbi oppure con fusti sottili e lunghi come canne.

## Alcune specie
- Epidendrum aromaticum – è originaria del Messico e ha fiori bianco-gialli molto profumati che si sviluppano in racemi penduli
- Epidendrum atropurpureum - originaria dell'America centrale ha degli pseudo-bulbi che presentano due foglie, i fiori hanno un peduncolo di colore rossoscuro, il labello è bianco con macchie rosso-viola
- Epidendrum brassavolae – originaria del Guatemala, ha lunghi pseudo-bulbi ovaloidi che presentano due foglie, i fiori sono eretti sono di color giallo-verde e il labello può essere rosso o bianco
- Epidendrum falcatum – originaria del Messico, ha pseudo-bulbi molto corti le foglie falcate sono pendule e rigide, i fiori sono di color bianco-verdi e il grande labello bianco a tre lobi si presenta con il lobo centrale stretto mentre i lobi laterali sono larghi e alati
- Epidendrum medusae – originaria dell'Ecuador, ha fusti penduli che all'apice presentano fioridi color verde-giallo con labello frangiato violaceo
- Epidendrum vitellinum – originaria del Messico, ha pseudo-bulbi di forma ovale con due foglie all'apice presenta dei fiori di color rosso e con labello giallo-arancio

## Coltivazione
Le Epidendrum vanno coltivate in serra temperato-calda dove nel periodo di riposo invernale la temperatura si conservi tra i 13 e i 16 °C. Il terreno deve essere composto da tre parti di radici e da una parte di sfagno; la luminosità dovrà essere molto intensa, ma in posizione ombreggiata nei periodi di maggior calore.
Le varietà con fusti lunghi e sottili come canne richiedono una temperatura alta.
La moltiplicazione avviene per divisione delle radici o per talea.